# Proxima Centauri b
Proxima Centauri b (někdy také Proxima b) je extrasolární planeta v soustavě trojhvězdy Alfa Centauri, obíhající v obyvatelné zóně červeného trpaslíka Proximy Centauri, hvězdy nejbližší ke Slunci. Nachází se asi 4,2 světelného roku daleko v souhvězdí Kentaura. Jedná se o prokázanou exoplanetu nejbližší k Zemi, její obyvatelnost však dosud nebyla prozkoumána.
Objev planety oznámila v srpnu 2016 Evropská jižní observatoř. Výzkumníci se domnívají, že vzhledem k relativní blízkosti k Zemi je planeta vhodná pro případný robotický průzkum v rámci projektu Breakthrough Starshot, popřípadě průzkum v blízkých staletích.
Planeta byla objevena metodou měření radiálních rychlostí, kde periodické Dopplerovské posuny spektrálních čar mateřské hvězdy naznačovaly existenci obíhajícího objektu. Z těchto měření vyplývá, že radiální rychlost mateřské hvězdy vzhledem k Zemi se mění s amplitudou asi dvou metrů.

## Charakteristiky

### Hmotnost, průměr a teplota
Zdánlivý sklon oběžné dráhy planety dosud nebyl změřen. Minimální limit hmotnosti je 1,27 hmotnosti Země, pokud je planeta pozorována přesně v rovině oběhu, kdy by byl Dopplerovský posun maximální. Pokud bude změřen sklon oběžné dráhy, bude možné určit přesněji hmotnost planety. Větší sklon dráhy znamená větší hmotnost, většina z analyzovaných dat naznačuje hmotnost menší než 3 hmotnosti Země. Pokud má planeta skalnaté jádro a hustotu podobnou Zemi, je její průměr nejméně 1,1 násobek průměru Země. V případě, že má planeta menší hustotu nebo vyšší než minimální hmotnost, je její průměr větší. Planeta by měla mít povrchovou teplotu zhruba 234 K, což je asi -39 °C. Proxima Centauri b se nachází v obyvatelné zóně.

### Mateřská hvězda
Planeta obíhá kolem červeného trpaslíka spektrální třídy M s názvem Proxima Centauri. Tato hvězda má hmotnost 0,12 hmotnosti Slunce a velikost 0,14 poloměru Slunce. Stáří hvězdy je 4,85 miliardy let a její povrchová teplota je asi 3040 K. Slunce je naproti tomu staré 4,6 miliardy let a jeho povrchová teplota je 5778 K. Doba rotace Proximy je zhruba 83 dní, její svítivost je asi 0,0015 svítivosti Slunce. Proxima má navíc poměrně vysokou metalicitu, což u hvězd nízké hmotnosti není běžné. Její metalicita je vyšší než u Slunce.
Magnituda hvězdy při pohledu ze Země je 11,13, ačkoli jde o Zemi nejbližší hvězdu, nelze ji z povrchu Země vidět pouhým okem, kvůli její nízké svítivosti.
Proxima je proměnná hvězda, která občas prochází dramatickými změnami jasu, kvůli magnetické aktivitě. Tato aktivita mateřské hvězdy by byla schopná vytvořit silnou magnetickou bouři, případně silně ozářit povrch exoplanety, pokud tato nemá atmosféru nebo vlastní silné magnetické pole. 

### Oběžná dráha
Jeden oběh Proxima Centauri b kolem své mateřské hvězdy trvá 11,186 dne. Hlavní poloosa oběžné dráhy planety je 0,05 astronomické jednotky, jde tedy o zhruba jednu dvacetinu vzdálenosti Země od Slunce. Pro srovnání, u Merkuru, planety nejbližší ke Slunci, činí velikost hlavní poloosy 0,39 astronomické jednotky.
Planeta obdrží od mateřské hvězdy asi 65 % energetického toku, který dostává Země od Slunce. Nicméně, kvůli mnohem bližší dráze také přijme 400krát více rentgenového záření než Země.

## Obyvatelnost

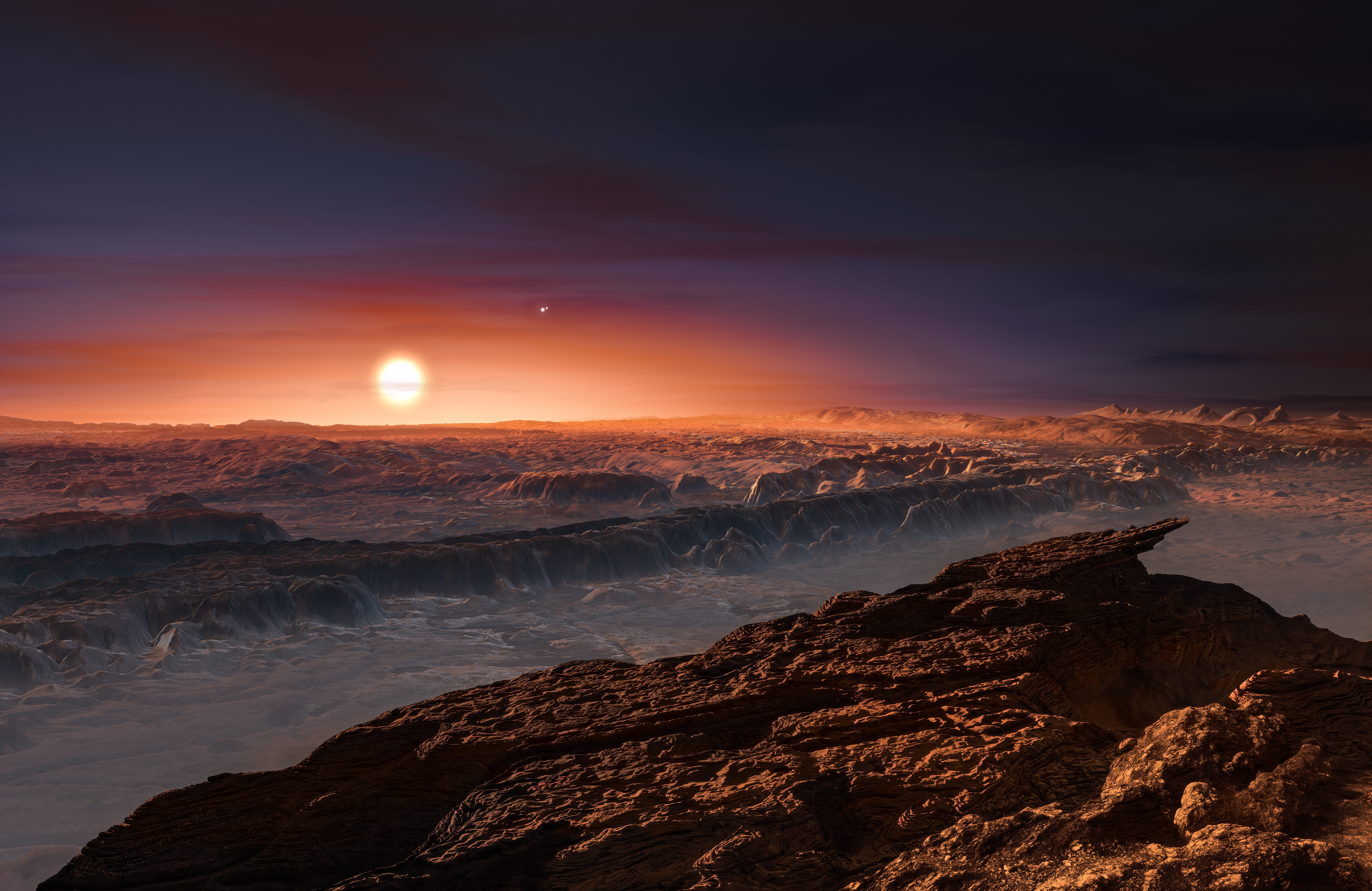
Možná podoba povrchu planety Proxima Centauri b. Napravo od mateřské hvězdy Proxima Centauri je vidět dvojhvězda Centauri AB z hvězdného systému Alfa Centauri.

Obyvatelnost planety Proxima Centauri b nebyla stanovena. Exoplaneta byla objevena v oblasti, kde by se měla nacházet obyvatelná zóna, oblast kolem hvězdy se správnými podmínkami umožňující existenci kapalné vody na povrchu planety. Mateřská hvězda Proxima Centauri bude jako červený trpaslík na hlavní posloupnosti asi 4 biliony let, 320krát delší dobu než Slunce.
Planeta je dostatečně blízko své hvězdě, a pokud má navíc excentricitu blízkou nule, mohlo by to vést k vytvoření vázané rotace. Jedna polokoule planety by tak neustále mířila ke hvězdě, zatímco druhá strana by byla trvale ve stínu. Vědci určili, že nejlepší šance na obyvatelnost je mezi dvěma extrémními oblastmi, ohraničených terminátorem, kde by se mohla nacházet voda v kapalném skupenství.
Výstřednost dráhy planety není známa s jistotou, víme jen, že je menší než 0,35, což je stále dost na zachycení do rezonance v poměru 3:2, podobně jako Merkuru. Evropská jižní observatoř předpovídá podmínky s průměrnou povrchovou teplotou podobnou jako na Zemi. Velká část povrchu planety by mohla být obyvatelná, má-li planeta dostatečně hustotu atmosféru pro přenos tepla mezi přivrácenou a odvrácenou polokoulí. Výpočty ukazují, že vzhledem k výraznému ozáření v prvních asi 200 milionech let existence planety by došlo ke ztrátě ekvivalentu jednoho oceánu. Kapalná voda by proto mohla být převážně v nejvíce osluněných oblastech, tedy na polokouli přivrácené ke hvězdě nebo v tropickém pásu. Planeta by měla být v dosahu několika teleskopů, které by mohly prozradit více o jejím složení a atmosféře, pokud nějakou má.

## Objev
První náznaky existence této exoplanety objevil v roce 2013 Mikko Tuomi v archivních datech.
Pro potvrzení pozorování spustila Evropská jižní observatoř na počátku roku 2016 projekt Pale Red Dot (česky bledě rudá tečka), což odkazuje na slavnou fotografii Bledě modrá tečka pořízenou z Voyageru 1.
Existence planety byla potvrzena v srpnu 2016, objev byl následně publikován v časopisu Nature. Měření bylo prováděno 3,6metrovým teleskopem v observatoři La Silla a osmimetrovým Very Large Telescope. Pravděpodobnost falešné detekce je menší než jedna ku deseti milionům.

## Budoucí pozorování
Přímé zobrazení exoplanety by mělo být možné pomoci Evropského extrémně velkého dalekohledu (E-ELT). Ještě dříve by mohl Vesmírný dalekohled Jamese Webba získat teplotní profil planety. Dozvěděli bychom se, zda má Proxima b skutečně atmosféru. Teplotní rozdíly mezi denní a noční stranou by měly být v případě existence atmosféry menší, neboť atmosféra by část tepla distribuovala mezi denní a noční stranou. Velké astronomické přístroje by mohly také pozorovat světlo hvězdy odražené planetou a zjistit albedo a sklon dráhy vůči nám.